# Parafia Matki Bożej Miłosierdzia w Janiszewicach
Parafia Matki Bożej Miłosierdzia w Janiszewicach – parafia rzymskokatolicka, znajdująca się w diecezji włocławskiej, w dekanacie zduńskowolskim. 